# Macchinista ferroviario
Un macchinista ferroviario (detto anche agente di condotta, personale di macchina o personale di condotta, abbreviato AdC, PdM e PdC) è colui che svolge la guida dell'unità di trazione di un convoglio ferroviario o treno.

## La figura professionale
La figura professionale del macchinista ferroviario è una delle più antiche del sistema ferrovia; nasce infatti contemporaneamente alla nascita della locomotiva ferroviaria e dato che la prima macchina per trazione di convogli era a vapore, il macchinista fu colui che era in grado di espletare tutte le operazioni necessarie al funzionamento della stessa.

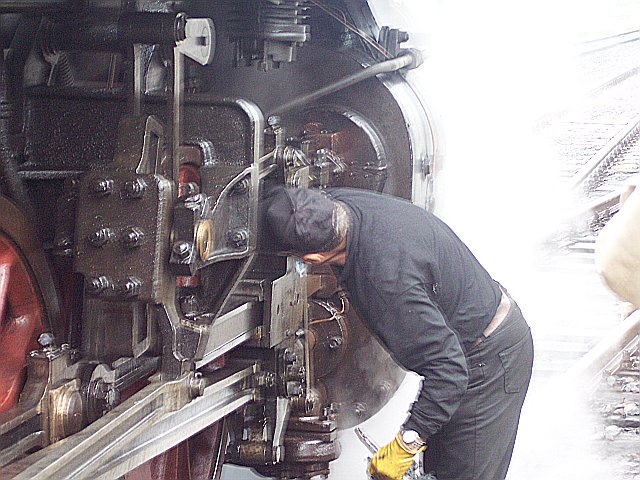
Operazioni di controllo e lubrificazione di una locomotiva a vapore prima di iniziare il servizio al treno

Passata l'epoca pionieristica (il primissimo periodo della fase sperimentale nella quale le percorrenze erano brevi e le macchine di piccola dimensione), al macchinista venne affiancato un agente di fatica detto fuochista che provvedeva alle operazioni di carico del carbone (o della legna) nel forno e dell'acqua in caldaia, nonché alle operazioni di ordinaria manutenzione prima e durante ogni viaggio quali rifornitura di scorte, lubrificazione ed ingrassaggio del rotabile. Al macchinista venne quindi affidato il compito di maggiore responsabilità della condotta e dell'osservanza delle condizioni di via libera del percorso, pur mantenendo la responsabilità dell'integrità funzionale del rotabile. Per ovvie ragioni i macchinisti erano abilitati alla condotta delle locomotive a vapore, tuttavia esistevano vari gradi di abilitazioni data la grande differenza esistente tra le macchine destinate alla manovra nei grandi scali, alla condotta dei treni merci e a quella più impegnativa dei treni viaggiatori.
In particolare per questi ultimi vi era differente abilitazione anche riguardo al tipo di treno, se di lusso, o di ordinario omnibus. Infatti fino a tempi abbastanza recenti (almeno per le FS) si ripartivano le abilitazioni in Macchinista TM (TM=Tradotte e manovre), Macchinista di 1ª classe (per treni viaggiatori espressi e rapidi) e Macchinista di 2ª classe (per treni accelerati e merci). A partire dalla fine degli anni settanta la suddetta differenziazione venne abolita e i macchinisti acquisirono tutti uguale classificazione abilitativa, divenendo praticamente multiabilitati per quanto riguardava la condotta dei treni; rimasero in vigore invece le differenti modalità di abilitazione riguardanti i rami di trazione cioè a vapore, diesel ed elettrici, nonché le abilitazioni riguardanti il gruppo di locomotive, di automotrici o di elettrotreni.

## Le mansioni professionali
Il macchinista ferroviario è specializzato nella condotta dei rotabili ferroviari e dei treni sia passeggeri che merci come collaboratore di una Impresa di Trasporto Ferroviario.
Le sue attività professionali comprendono anche la verifica della funzionalità delle unità di trazione, sia in relazione alla conduzione dei treni che alla loro rispondenza allo scopo; inoltre deve trovare la soluzione ai problemi tecnici di entità limitata che dovessero manifestarsi durante il suo servizio e provvedere alla segnalazione di quelli più gravi con una breve relazione tecnica sugli appositi libri di bordo o di impianto perché vengano eseguiti dalle officine di manutenzione.
La sua attività prevalente si svolge sui rotabili, mentre le operazioni accessorie possono svolgersi nelle stazioni ferroviarie o nei depositi locomotive. Il suo lavoro viene di massima svolto in turni predisposti su determinate linee o tratte ferroviarie o in trasferta per periodi limitati anche al di fuori del proprio impianto di appartenenza.
Per accedere alla professione di macchinista è necessario essere in possesso di un diploma di scuola media superiore, preferibilmente a indirizzo tecnico, nonché superare la fase di selezione privata dell'impresa ferroviaria: sono tuttavia indispensabili anche determinate caratteristiche psicofisiche come buona capacità visiva e uditiva, buona salute psicofisica, accettabile capacità di reazione. Dovrà successivamente frequentare una serie di corsi di formazione e addestramento sia teorici che pratici ed affrontare una serie di esami per conseguire finalmente l'abilitazione alla professione. La sua preparazione professionale prevede la conoscenza dettagliata dei regolamenti che gli competono per quanto riguarda la circolazione dei treni; (sulle linee a Dirigenza unica, seppur in dismissione, interviene anche nel controllo degli incroci e delle prescrizioni relative), nei treni merci senza capotreno ne assume le competenze relative alla circolazione e alla tenuta dei documenti di viaggio, esegue limitate operazioni di verifica del materiale trainato lungo il percorso per quanto riguarda le prove del freno e la eventuale impossibilità a far proseguire un determinato rotabile o la limitazione di velocità per il suo proseguimento. Attua di sua iniziativa ogni azione necessaria nelle situazioni di emergenza per la parte di sua competenza tecnica.

## Situazione in Italia
Oggi, in qualsiasi impresa ferroviaria Italiana, in linea con le recenti normative emanate dall'ERA a livello europeo e recepite dall'ANSFISA in ambito nazionale, lo svolgimento della professione di macchinista è vincolato al possesso di due abilitazioni ottenibili ciascuna a seguito di un percorso di formazione e di uno specifico esame scritto, orale e pratico: la licenza di condotta Europea di tipo unificato ed il Certificato Complementare Armonizzato. La prima certificazione viene rilasciata a seguito di una formazione di base e generale e consiste in una tessera tipo smart card personale, munita di microchip e della validità di 10 anni; la seconda certificazione consiste in un documento cartaceo dell'impresa ferroviaria contenente i modelli delle unità di trazione che l'agente è abilitato a condurre e tutte le linee o i tratti di linea per i quali è stato formato e che è autorizzato a percorrere.

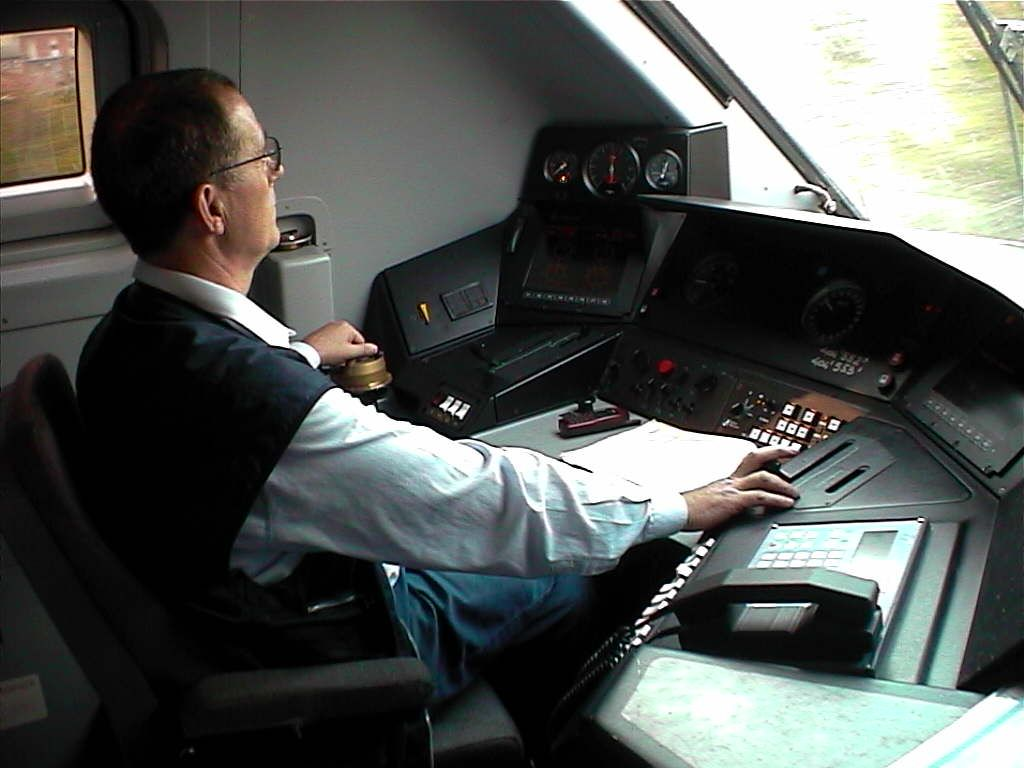
Macchinista solo alla guida di un ETR 500

Il macchinista, oltre che un guidatore, è anche un tecnico specializzato con conoscenze elettroniche e meccaniche delle locomotive che conduce.
Egli deve inoltre conoscere il segnalamento e alcune norme riguardanti la circolazione ferroviaria; a tal proposito, le istruzioni principali che deve conoscere sono il Regolamento Segnali e i Manuali Aziendali per la condotta locomotive.
Un macchinista normalmente è specializzato a condurre sia locomotive a trazione elettrica che trazione diesel, limitatamente alle macchine di cui possiede abilitazione. Un tempo, oltre ai due tipi di trazione sopracitati, esisteva anche la trazione a vapore; oggigiorno la trazione a vapore è limitata solo ad alcuni treni storici con alla guida macchinisti appassionati.
Normalmente un macchinista conduce o treni viaggiatori o treni merci, in base a quanto indicato nel Certificato Complementare della sua Impresa Ferroviaria. L'abilitazione per treni merci include comunque treni con merce pericolosa, locomotive isolate e materiale viaggiatori vuoto. L'abilitazione per treni viaggiatori include comunque locomotive isolate e materiale viaggiatori vuoto.
È inoltre richiesta, oltre all'abilitazione alle macchine, anche l'abilitazione alle linee che dovrà percorrere. L'abilitazione si ottiene normalmente dopo un apposito corso formativo e un numero di viaggi in affiancamento stabilitato dall'impresa ferroviaria (generalmente uno o due di andata e ritorno).
L'abilitazione ad una linea scade dopo dodici mesi in cui non la si percorre e per riottenerla occorre effettuare il percorso formativo indicato nel SAMAC (Sistema di Acquisizione e Mantenimento delle Competenze) della singola impresa ferroviaria.
Per ciò che riguarda l'abilitazione alle locomotive, anch'esse hanno scadenze diverse per tipologia macchine e per impresa ferroviaria.
L'obiettivo principale di un macchinista è di portare in sicurezza il proprio treno a destinazione nel rispetto dell'orario stabilito per quel particolare servizio e quel particolare percorso; di recuperare l'eventuale ritardo nei limiti del possibile, ma privilegiando la sicurezza dell'esercizio, dei viaggiatori e/o del materiale trasportato, oltre a quella del proprio mezzo. Nelle apposite Istruzioni per il Personale di Condotta delle Locomotive (IPCL) viene indicato che il macchinista deve comunque produrre il massimo anticipo corsa al fine di agevolare la circolazione dei treni. L'uso di senno e ponderatezza, cioè deve agire con razionalità e senso di responsabilità, è limitato ai soli casi non previsti dalla normativa in vigore.

## Letteratura
- La bestia umana, romanzo del 1890 dello scrittore francese Émile Zola da cui è stato tratto il film L'angelo del male interpretato da Jean Gabin, il cui protagonista è un macchinista di locomotive a vapore francese.

## Cinema
- Il ferroviere, un film del 1956, interpretato e diretto da Pietro Germi, narra il dramma familiare e sul lavoro di un macchinista degli anni '50.
- Il treno, un film girato nel 1964, è ambientato nel 1944 nella Francia occupata dall'esercito nazista: interpretato da Burt Lancaster nella parte di un macchinista impegnato nella Resistenza Francese, è stato diretto da John Frankenheimer.

## Macchinisti famosi italiani
- Cesare Pozzo (1835-1898)
- Augusto Castrucci (1872-1952)
- Ezio Gallori (n. 1938)
- Pietro Rigosi